# هانس شنايدر (لاعب كرة الماء)
هانس شنايدر (بالألمانية: Hans Schneider) هو لاعب كرة الماء ألماني، ولد في 21 أكتوبر 1909 في دويسبورغ في ألمانيا، وتوفي بنفس المكان في 19 يوليو 1972.

## وصلات خارجية
- هانس شنايدر على موقع اللجنة الأولمبية الدولية (الإنجليزية)
- هانس شنايدر على موقع أوليمبيديا (الإنجليزية)